# Andrey Alekseyevich Usachyov
Аndrey Alekseyevich Usachev (tiếng Nga: Андрей Алексеевич Усачёв; sinh 1958) là nhà văn, nhà thơ, nhà viết kịch và người dẫn chương trình phát thanh cho trẻ em người Nga.

## Sự nghiệp
Аndrey Alekseyevich Usachev sinh ngày 5 tháng 7 năm 1958 tại Moskva, Nga. Từ tuổi thiếu niên, ông đã bắt đầu làm thơ. Sau khi tốt nghiệp trung học, ông theo học tại Học viện Công nghệ Điện tử Moskva - MIET (Национа́льный иссле́довательский университе́т "Моско́вский институ́т электро́нной те́хники" - МИЭТ) ngành kỹ thuật điện tử, nhưng sau 4 năm học, ông nghỉ học và tham gia quân ngũ.
Sau khi rời quân đội, ông đăng ký theo học tại Khoa Ngữ văn của Đại học Quốc gia Kalinin (Калининский государственный университет), tốt nghiệp năm 1987. Tuy nhiên, ngay từ năm 1985, Usachyov bắt đầu xuất bản các tác phẩm của mình. Ông có hàng trăm cuốn sách viết về trẻ em được xuất bản tại Nga. Nhiều sách của ông được dịch ra nhiều thứ tiếng trên thế giới như Nhật Bản, Ba Lan, Serbia.
Năm 1994, ông đã viết những cuốn sách thơ "Dreams Petushkova". Ngoài ra còn có một số tác phẩm khác như "Magic ABC", "Fairy ABC", "Planet of mèo" và "Hộp”,"Gấu con chân vòng kiềng",...